# Kościół św. Michała Archanioła w Rzepiszczu
Kościół pod wezwaniem św. Michała Archanioła w Rzepiszczu – zabytkowy, drewniany kościół w Rzepiszczu, w kraju morawsko-śląskim, w Czechach (w historycznym regionie Śląska Cieszyńskiego). Jest kościołem filialnym parafii św. Jana Chrzciciela w Racimowie.
Drewniany kościół wybudowany został w drugiej połowie XV wieku i zdaniem ks. Schippa był kościołem parafialnym. W 1652 był w rękach ewangelików, a 26 marca 1654 został im odebrany przez specjalną komisję, następnie przyłączony jako kościół filialny do parafii w Szonowie. Według wizytacji z 1679 kościół był pod wezwaniem św. Mikołaja. W 1785 przyłączony został do parafii w Racimowie. W zapiskach z 1808 kościół opisano jako będący pod wezwaniem św. Michała Archanioła, jednak nie wiadomo kiedy nastąpiła zmiana patrona. Znajdował się w awaryjnym stanie grożącym zawaleniem. W latach 1867–1891 przeprowadzono generalny remont, podczas którego świątynia przybrała obecnym wygląd. Wyburzono wówczas więżę stojącą obok i soboty. Wykonano podmurówkę a do nawy dostawiono niższą wieżę. Poprzedni dach namiotowy został zastąpiony dwuspadowym. W 1867 z kościoła w Ustroniu zakupiono organy wykonane przez Josefa Horčičkę z Frydku. Wyposażenie kościoła jest skromne, wyróżnia się drewniana ambona z początku XVIII wieku.